# أنغريا

أنجريا داخل ساكسونيا حوالي عام 1000 م
أنغريا

أنغريا أو أنغاريا ( (بالألمانية: Engern) ، </img> ) هي منطقة تاريخية ألمانية تشمل في الوقت الحاضر ولايات ساكسونيا السفلى وشمال الراين وستفاليا. أشار المؤرخ الساكسوني في العصور الوسطى ويدوكيند من كورفي في كتابه Res gestae saxonicae sive annalium libri tres إليها بأنها المنطقة الوسطى لدوقية ساكسونيا في العصور الوسطى الواقعة على طول الروافد الوسطى لنهر فيزر بين ويستفاليا وإيستفاليا . اشتق اسمها من قبيلة Angrivarii الجرمانية التي انضمت إلى الاتحاد القبلي الساكسوني، وكان مركزها في بلدة ميندين.